# Massimo Freccia
Massimo Freccia (Pistoia, 19 settembre 1906 – Ladispoli, 16 novembre 2004) è stato un direttore d'orchestra italo-americano.

## Biografia
Nacque il 19 settembre 1906 a Valdibure, piccola frazione di campagna di Pistoia, da una famiglia di agiati proprietari terrieri. Studiò musica prima a San Pietroburgo ospite del nonno materno e, dal 1923, presso il Conservatorio di Firenze.
Negli anni trenta visitò molte capitali d'Europa, come Vienna, Parigi, Budapest e Londra. Dal 1937 si trasferì negli Stati Uniti prendendovi la residenza. Negli anni successivi diresse importanti orchestre americane ed infine la London Symphony Orchestra.
Nel 1959 rientrò in Italia e diresse l'Orchestra della RAI.
Freccia morì il 16 novembre 2004 a Ladispoli (Roma).
È sepolto nel cimitero monumentale delle Porte Sante a Firenze.